# Étienne Aignan
Pour les articles homonymes, voir Aignan (homonymie).
Étienne Aignan, né le 9 avril 1773 à Beaugency et mort le 21 juin 1824 à Paris, est un écrivain, dramaturge, administrateur, journaliste et traducteur français, membre de l’Académie française.

## Biographie
Issu d'une famille de robe, il est le fils d'Étienne Aignan, greffier de l'élection de Beaugency, et de Judith Tournois de Bonnevallet. Il étudie au collège d'Orléans et montre, dès sa jeunesse, un goût prononcé pour la poésie. En 1792, il est élu procureur-syndic de ce district à l'âge de 19 ans. Emprisonné en 1793, il est libéré après le 9-Thermidor.
En 1800, il est nommé secrétaire général de la préfecture du Loiret. Puis il devient secrétaire général adjoint de la préfecture du Cher. En 1808, il occupe les fonctions d'aide des cérémonies de Napoléon Ier, puis celle de secrétaire à l'introduction des ambassadeurs, puis secrétaire général de la préfecture de Paris. Il collabore au journal La Minerve et écrit des tragédies. Ses œuvres sont jugées médiocres.
Élu, le 3 mars 1814, membre de la Classe de la Langue et de la Littérature françaises de l’Institut de France, en remplacement de Bernardin de Saint-Pierre, son discours de réception, prononcé le 18 mai 1815, est jugé médiocre et froidement accueilli. Il est nommé, par l'ordonnance royale du 21 mars 1816, membre de l’Académie française.
Il est l’auteur d'une traduction de l'Iliade et il traduit de l'anglais l’Essai sur la critique d'Alexander Pope et le Ministre de Wakefield d'Oliver Goldsmith ainsi que plusieurs autres romans. Il a, par ailleurs, publié des ouvrages littéraires et historiques. Beaucoup de bibliographes lui ont attribué la paternité de la tragédie en 3 actes en vers la Mort de Louis XVI, écrite en collaboration avec Berthevin, impr. 1793, in-8°, et qui lui a fait une réputation de courage pour l’époque où elle parut, est plus vraisemblablement de Barthez de Marmorières.
Jean Tulard le décrit comme un « obscur polygraphe », Tyrtée Tastet comme un « littérateur honnête et laborieux, mais d'un talent médiocre ».
Marié à Tullie Claudine Françoise Montanier (remariée à Jean-Louis Boigues), il est le beau-père d'Adolphe Schneider.

## Principales œuvres
- Le Martyre de Marie-Antoinette d'Autriche, reine de France, tragédie en cinq actes, 1793.
- La Mort de Louis XVI, tragédie en 3 actes, 1793.
- Aux Mânes des neuf victimes d'Orléans. Chants funèbres exécutés pour la première fois sur le théâtre d'Orléans, le 29 prairial, an IIIe. de la République française, et suivis de notes historiques, 1795) : livret/texte, mis en musique par Brochiez pour chanteurs solistes, chœur et orchestre (avec un récitant).À la mémoire des neuf gardes nationaux orléanais guillotinés sous la Terreur à la suite de l'affaire Léonard Bourdon.
- L'Hôtellerie portugaise, opéra-comique, Paris, théâtre Feydeau, 7 thermidor an VI, 1798.
- Essai sur la critique, poëme en trois chants, suivi de deux discours philosophiques, traduction en vers libres de l'anglais de Pope, 1801.
- Le Ministre de Wakefield, d'Oliver Goldsmith, traduction nouvelle, 1803.
- Chimère et réalité, opéra-comique en 1 acte et en vers, Paris, théâtre Feydeau, 17 nivôse an XI, 1803.
- Le Connétable de Clisson, opéra en 3 actes, Paris, Opéra, 20 pluviôse an XII, 1804.
- Polyxène, tragédie en trois actes et en vers, Paris, Théâtre-Français, 23 nivôse an XII, 1804.
- Nephtali ou les Ammonites, opéra en trois actes, 1806.
- L'Iliade, traduite en vers français, suivie de la comparaison des divers passages de ce poëme avec les morceaux correspondants des principaux poètes hébreux, grecs, français, allemands, italiens, anglais, espagnols et portugais, 3 vol., 1809.
- Brunehaut, ou les Successeurs de Clovis, tragédie en 5 actes et en vers, Paris, Théâtre-Français, 24 février 1810.
- De la justice et de la police, ou Examen de quelques parties de l'instruction criminelle considérées dans leur rapport avec les mœurs et la sûreté des citoyens, 1817.
- De l'État des protestants en France depuis le XVIe siècle jusqu'à nos jours, avec des notes et éclaircissements historiques, 1818.
- Des Coups d'État dans la monarchie constitutionnelle, 1819.
- Histoire du jury, 1822.
- Bibliothèque étrangère d'histoire et de littérature ancienne et moderne, ou Choix d'ouvrages remarquables et curieux, traduits ou extraits de diverses langues, avec des notices et des remarques (3 vol.), 1823-28.
- Extraits des Mémoires relatifs à l'histoire de France depuis 1757, 1825.

## Pour approfondir